# Nicator chloris
El conquistador occidental (Nicator chloris) es una especie de ave paseriforme de la familia Nicatoridae, si bien actualmente sigue en debate su estatus como incertae sedis. Es mayormente propia de la selva tropical africana.

## Distribución y hábitat
Se encuentra en Angola, Benín, Camerún, República Centroafricana, República del Congo, República Democrática del Congo, Costa de Marfil, Guinea Ecuatorial, Gabón, Gambia, Ghana, Guinea, Guinea-Bissau, Liberia, Mali, Nigeria, Senegal, Sierra Leona, Sudán del Sur, Tanzania, Togo y Uganda.
Su hábitat natural son los bosques húmedos subtropicales y tropicales, y los pantanos.

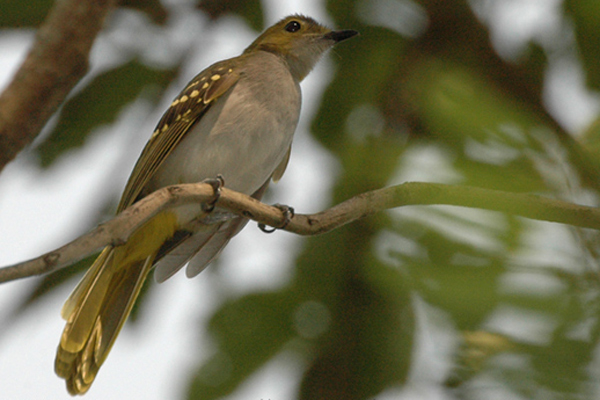
Un ejemplar de conquistador occidental descansando en una rama, Uganda.